# Arya Stark
Arya Stark és un personatge fictici de la sèrie de llibres anomenada Cançó de gel i de foc de l'escriptor estatunidenc George R. R. Martin i a la sèrie de televisió anomenada Joc de trons (Game of Thrones), de HBO, on és interpretada per la actriu Maisie Williams. Arya Stark és representada com la segona filla d'Eddard Stark, Senyor d'Ivernalia, Guardià del nord i mà del rei Robert Baratheon, i Catelyn Tully és la seva mare. És un dels personatges principals donat que compta amb capítols propis a cadascun dels llibres.

## Concepció i disseny
Arya és una noia aventurera que desafia els rols femenins de l'època donat que li agrada realitzar activitats com la caça i la guerra. Des de petita han intentat inculcar-li els valors que tota dama ha de tenir: saber cantar, ballar, cosir i tenir unes maneres exquisites. Arya té cinc germans i un germà bastard anomenat Jon Neu. Amb en Jon és amb qui comparteix més aficions. I amb la Sansa és amb qui manté menys relació donat que no compartien interessos. 
Arya és una noia amb un caràcter molt fort i valerós, tret a destacar a causa de la seva curta edat (9 anys a l'inici de la saga). Ella és descrita com una Stark en els aspectes físics, ja que és una noia morena, prima i atlètica. Els seus ulls són d'un to gris. Durant gran part de la novel·la i de la sèrie és confosa amb un noi, ja que les seves aficions no són gaire femenines i tampoc li agrada vestir com una noia, a diferència de la seva germana gran, Sansa Stark, amb qui té una relació una mica estranya.

## Aportació i fets a la història
Joc de Trons
L'Arya viatja a Port Reial juntament amb el seu pare i la seva germana Sansa. Just abans de marxar d'Hivèrnia el seu mig-germà Jon Neu li regala una espasa prima i petita, que l'Arya anomenarà agulla, i li ensenya per quin cantó s'ha de punxar a l'enemic. De viatge a la capital, l'Araya es fa amic d'en Mycah i mentre juguen a entrenar-se amb bastons, simulant espases de fusta, arriba el príncep Joffrey, que comença a atacar en Mycah. Hi ha una baralla en què el príncep és derrotat i humiliat per l'Arya i la seva lloba fera, Nymeria. Per evitar que la seva lloba sigui executada, l'Arya l'espanta, i no la torna a veure mai més. En arribar a Port Reial, lord Eddard Stark descobreix que la seva filla té una espasa, i decideix buscar-li un professor que l'ensenyi a lluitar. Aquest és Syrio Forel, un brabosià que li ensenya la dansa de l'aigua. Mentre l'Arya empaita gats com a entrenament d'espadatxina, s'escola per uns passadissos que la condueixen fins a les masmorres de la Fortalesa Roja, on escolta d'amagat una conversa misteriosa d'uns personatges que parles de guerres imminents. Quan els Lannister ataquen als Stark que es troben a la capital com a represàlia perquè lady Catelyn ha capturat en Tyrion, l'Arya aconsegueix escapar gràcies a l'autosacrifici d'ens Syrio Forel, que s'enfronta a la Guàrdia Reial. L'Arya es veu obligada a viure al carrer, fins que assisteix a l'execusió pública del seu pare. Allà, en Yoren, un germà de la Guàrdia de la Nit de visita a la capital, la recull amb l'objectiu de dur-la a casa seva de tornada al Nord.
De cami al castell negre els homes dels lannister capturen al grup i els retenen a un fort, fins que Jaqen H'ghar, un home sense rostre la salva. Arya en veure l'habilitat que tenia Jaqen assasinant va anar amb ell a Bravos perque aquest l'entrenes. Amb aquest entrenament arya es torna una verdadera maquina de mort. No tot va be a Bravos l'arya té una lluita amb una alumna de Jaqen i s'escapa de Bravos per tornar a la seva casa, Invernalia. Recentment l'Arya ha derrotat al Rei de la nit al episodi 8x03.